# Dariusz Loranty
Dariusz Adam Loranty (ur. 4 czerwca 1962 w Ostrowcu Świętokrzyskim) – polski policjant, czołowy negocjator policyjny w III RP, pisarz, publicysta, komentator medialny, nauczyciel akademicki.

## Życiorys

### Młodość

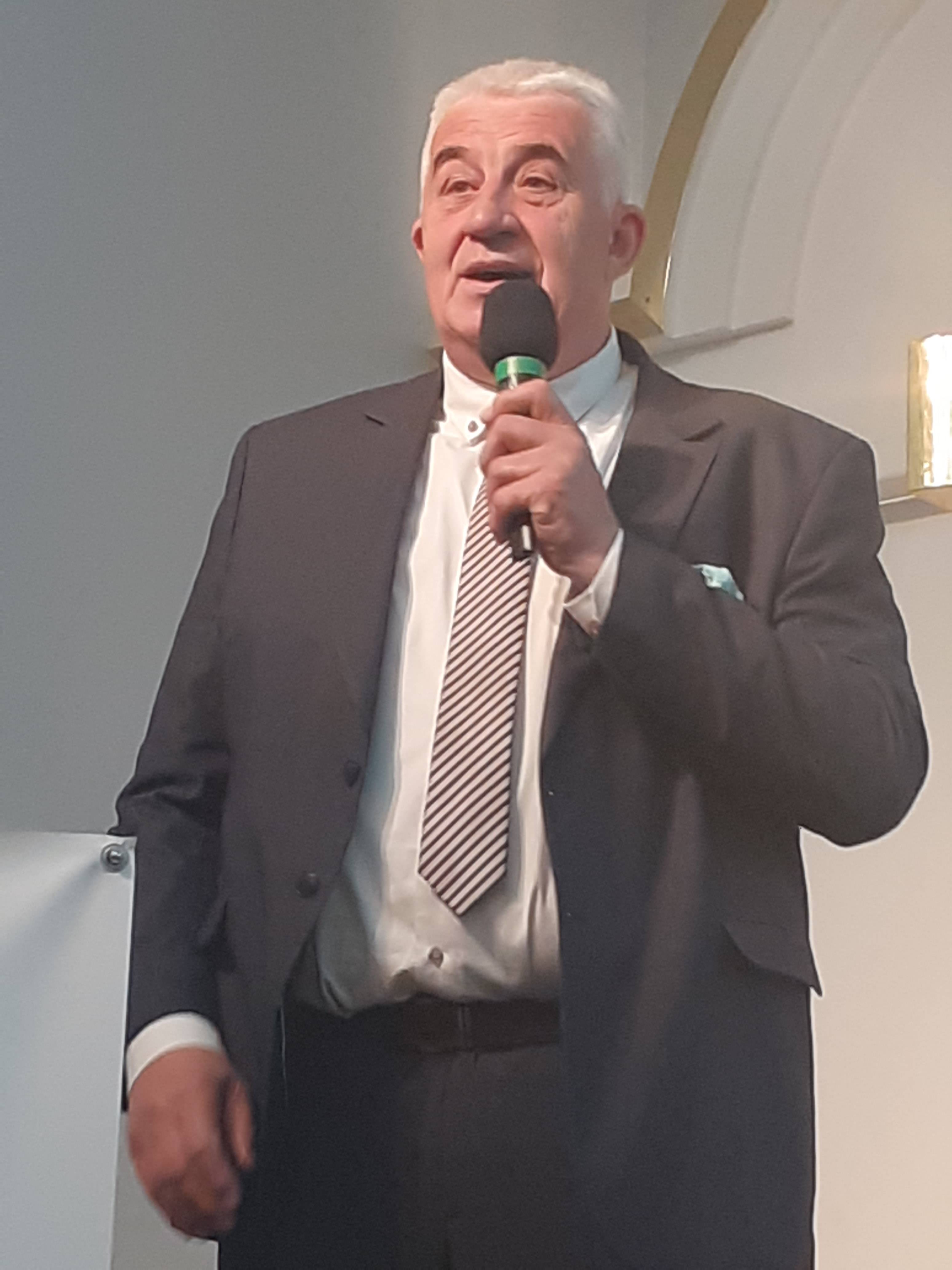
Dariusz Loranty w trakcie premiery książki Kulisy indoktrynacji Marcina Roli (2023)

Urodził się w rodzinie Zofii i Fryderyka Lorantych. Dzieciństwo i młodość spędził w Kunowie. Po ukończeniu Technikum Hutniczo-Mechanicznego w Ostrowcu Świętokrzyskim (1983) rozpoczął pracę Fabryce Maszyn Rolniczych w Kunowie, następnie w Rolniczej Spółdzielni Produkcyjnej w Nietulisku Małym, prowadził też własną działalność gospodarczą.
Pod koniec lat 80. związał się z podziemną „Solidarnością” w Ostrowcu Świętokrzyskim, gdzie w 1989 współorganizował Komitet Obywatelski „Solidarność”.
Na początku lat 90. wraz ze Zbigniewem Walczykiem współtworzył ostrowieckie struktury Porozumienia Centrum. W wyborach samorządowych w 1998 bezskutecznie kandydował do rady powiatu warszawskiego z listy Porozumienia Warszawskiej Rady Gospodarczej.

### Służba w policji
W 1992 rozpoczął służbę w policji; początkowo (1992–1998) pracował w Wydziale Dochodzeniowo-Śledczym KRP Praga-Południe, następnie (od 1998) w Wydziale ds. Terroru Kryminalnego i Zabójstw KSP (przejściowo także w Biurze Operacji Antyterrorystycznych).
Jako dowódca Zespołu Negocjatorów Policyjnych KSP pracował przy ok. 50 porwaniach dla okupu; odpowiadał za negocjacje ze sprawcami wymuszeń, samobójcami.
Był pierwowzorem postaci „Gebelsa” w filmie Pitbull (2005, reż. Patryk Vega).
W 2008 odszedł ze służby w stopniu nadkomisarza.

### Działalność po zakończeniu służby w policji
Po zakończeniu służby policyjnej pracował jako ekspert ds. bezpieczeństwa, m.in. w latach 2007–2008 był doradcą prezesa zarządu Piłkarskiej Ligi Polskiej. Od 2011 jest biegłym sądowym z zakresu terroru kryminalnego oraz negocjacji policyjnych i kryzysowych, a także mediatorem sądowym ds. karnych. Był ekspertem połączonych komisji sejmowych ds. stanowienia prawa i spraw wewnętrznych.
Jako nauczyciel akademicki wykładał przedmioty związane z zagadnieniem terroryzmu, bezpieczeństwa, negocjacjami m.in. w AON, UAM, UW, Wyższej Szkole Policji w Szczytnie. Od 2014 jest starszym wykładowcą w Katedrze Bezpieczeństwa Narodowego w Wyższej Szkole Biznesu i Przedsiębiorczości w Ostrowcu Świętokrzyskim.
Jest członkiem Polskiego Towarzystwa Suicydologicznego, Krajowego Stowarzyszenia Negocjatorów oraz Ogólnopolskiego Stowarzyszenia Zawodowych Mediatorów.
Od 2014 jest redaktorem naczelnym czasopisma „TROP. Magazyn śledczy”. Ponadto udziela się jako felietonista, komentator oraz ekspert w prasie i mediach cyfrowych.
Jest autorem książek: Spowiedź psa. Brutalna prawda o polskiej policji (Fronda, Warszawa 2013) oraz Siedem dni z życia psa. Prawdziwe zbrodnie, prawdziwe śledztwa (The Facto, Warszawa 2015).
W 2015 bezskutecznie kandydował w wyborach do Sejmu RP z listy Polskiego Stronnictwa Ludowego, uzyskując w okręgu nr 19 (Warszawa) 252 głosy. W 2019 także bez powodzenia kandydował do Senatu RP, z ramienia Koalicji Bezpartyjni i Samorządowcy w okręgu nr 82 (Ostrowiec Świętokrzyski). W 2023 związał się z partią Nowa Demokracja – Tak.
W 1999 odznaczony Brązowym Krzyżem Zasługi.

## Życie prywatne
Syn Fryderyka. Czterokrotnie żonaty; ma dwóch braci oraz pięciu synów.
Interesuje się historią i teraźniejszością Kresów Północno-Wschodnich; działając w Warszawskim Towarzystwie Przyjaciół Wilna i Grodna, angażuje się w pomoc polskiemu szkolnictwu oraz Polakom pozostałym na terytorium dzisiejszej Litwy i Białorusi,

## Publikacje
- Dariusz Loranty: Siedem dni z życia psa. Prawdziwe zbrodnie, prawdziwe śledztwa. Warszawa: The Facto, 2015. ISBN 978-83-61808-67-1. Brak numerów stron w książce
- Dariusz Loranty: Spowiedź psa. Brutalna prawda o polskiej policji. Warszawa: Fronda, 2013. ISBN 978-83-62268-67-2. Brak numerów stron w książce